# 水嶋かおりん
水嶋 かおりん（みずしま かおりん、1983年5月23日 - ）は、日本の風俗嬢および風俗嬢講師、メイクラブアドバイザー、風俗コンサルタント。

## 来歴
山梨県出身。母親が自宅で姉に手伝わせて産まれるなど、産まれた時から波瀾万丈。
15歳のときに援助交際を始め、16歳で性風俗デビュー。その後、イメクラ、人妻ヘルス、M性感、SMクラブなど様々な業種を遍歴。2013年に独立し、新宿の歌舞伎町にて無店舗型性風俗店「愛情工房☆性戯の味方☆」を開業し、女将に就任。開業日はボッキーの日の11月11日。
風俗嬢としての活動と同時に、「セックスワーカーの生きやすい社会がみんなにとって生きやすい社会」という理念の下に社会活動・講演活動・執筆活動などを行い、“セクシャルリプロダクティブヘルス・ライツ（性の健康と権利）”をテーマに情報発信を続けている。その一環で、ニコニコ生放送のFrameチャンネルにて月1 - 2回番組を担当している。番組名は『ニコニコ☆性戯の味方☆生放送』。なお、通常編と番外編がある。またメイクラブアドバイザーとして、新聞・雑誌等のメディアに男女の関わり方についてのコメントを述べたり、相談に乗るなどの活動も行っている。パフォーマーとしての活動も行っており、自分で企画・出演するイベントを開催する以外にも、不定期に開催されるイベント「毒蟲」にレギュラー出演してのパフォーマンスを行っている。
2015年2月3日、2冊目の著書となる『風俗で働いたら人生変わったwww』（コア新書 009）を上梓。また同年6月頃から、請われて山梨県の風俗店の立て直しに従事。
その後、拠点を埼玉県へ移し現在育児休業中。

## 出演

### アダルトDVD
- おちんちんから潮を大量に噴かせるスゴ技 SPECIAL（2009年2月19日、ソフト・オン・デマンド）

### テレビ
- BAZOOKA!!! #67 男ってなんだ？ 〜女の知らない世界へようこそ〜（2013年2月11日、BSスカパー!）
- 徳井義実のチャックおろさせて〜や －夏の催し－（2013年7月20日、BSスカパー!）
- 徳井義実のチャックおろさせて〜やZ 秋の収穫祭（2014年11月8日、BSスカパー!）

### ラジオ
- Jam the WORLD（2015年8月25日、J-WAVE） - 「BREAKTHROUGH!」のコーナーゲスト

## 書籍

### 著書
- 私は風俗嬢講師（2009年8月1日、ぶんか社）ISBN 978-4821142514
- 風俗で働いたら人生変わったwww（2015年2月3日、コアマガジン）ISBN 978-4864367196

### 雑誌
- SPA!
  - 2012年3月27日号 (p.32-33)
  - 2013年6月18日号 (p.25)
  - 2013年12月3日 (p.31)
  - 2013年12月17日号 (p.25)
- 週刊実話
  - 増刊 2012年1月11日号 (p.66-69)
- FRIDAY
  - 2012年4月27日号
- FLASH
  - 2014年1月7日号
- スーパー写真塾
  - 2015年4月号
- 週刊ポスト
  - 2014年2月14日号 (p.150-155)
  - 2014年2月14日号 (p.152-157)
  - 2014年5月30日号 (p.184)
  - 2014年6月20日号 (p.156-157)
- 週刊現代
  - 2013年1月5日号 (p.192-195) - 神田つばきとの対談
  - 2013年4月27日号 (p.179-181) - 中村うさぎとの対談
  - 2013年6月8日号 (p.173-175)
  - 2013年6月15日号 (p.174-176)
  - 2013年7月20日号 (p.207)
  - 2013年7月27日号 (p.199-200)
  - 2013年10月26日号 (p.179-180)
  - 2013年11月23日号 (p.176-178)
  - 2013年12月28日号 (p.184-185)
- 週刊プレイボーイ
  - 2013年9月9日号
- 特選小説
  - 2015年6月号 (p.198-199) 著者（風俗で働いたら人生変わったwww）インタビュー

### 新聞
- スポーツニッポン
  - 2010年12月5日 - 26日（全4回）
- 日刊ゲンダイ
  - 2012年10月20日（14面）

### 写真集
- Flesh Love（2011年11月25日、撮影：PHOTOGRAPHER HAL、冬青社）ISBN 978-4887731295 ※同書掲載の写真が、Condomania（シィーロード・インターナショナル）のポスターに採用される。ポスター(外部リンク)

### 漫画雑誌
- 本当にあった愉快な話芸能ズキュン! 2014年3月号 - 5月号 小本田絵舞「水嶋かおりんの性戯の味方」（2月14日 - 4月14日、竹書房）